# Onthophagus osculatii
Onthophagus osculatii é uma espécie de inseto do género Onthophagus, família Scarabaeidae, ordem Coleoptera.
Foi descrita cientificamente por Guérin-Méneville em 1855.